# I. K. Gujral
Inder Kumar Gujral (Jhelum, Pakistán, 4 de diciembre de 1919-Gurgaon, India, 30 de noviembre de 2012) fue un político indio que sirvió como el duodécidmo primer ministro de la India, entre abril de 1997 y marzo de 1998. Fue el tercer primer ministro en ser de la Rajya Sabha —el primero fue Indira Gandhi—.

## Biografía
Sus padres fueron Avtar Narain y Pushpa Gujral. Estudió en el D.A.V. College, el Hailey College of Commerce y la Forman Christian College University, Lahore. También participó en el movimiento de independencia indio y fue encarcelado en 1942 durante el movimiento Quit India. Como estudiante se convirtió en miembro del Partido Comunista de la India.

## Autobiografía
- I. K. Gujral: Matters of Discretion: An Autobiography, Hay House, India, 519 pages, Feb. 2011. ISBN 978-93-8048-080-0. Distributors: Penguin books, India. (The only autobiography by an Indian PM)